# Oldenlandia dusenii
Oldenlandia dusenii är en måreväxtart som beskrevs av Paul Carpenter Standley. Oldenlandia dusenii ingår i släktet Oldenlandia och familjen måreväxter. Inga underarter finns listade i Catalogue of Life.